# Hyptiotes gertschi
Espèce
Hyptiotes gertschi est une espèce d'araignées aranéomorphes de la famille des Uloboridae.

## Distribution
Cette espèce se rencontre aux États-Unis en Californie, en Oregon, au Washington, en Alaska, en Idaho, au Montana, en Utah, au Colorado, au Michigan, dans l'État de New York et au Maine et au Canada en Colombie-Britannique, en Alberta, au Saskatchewan, au Manitoba, en Ontario, au Québec, au Nouveau-Brunswick, en Nouvelle-Écosse et au Terre-Neuve-et-Labrador,,.

## Description
Les mâles mesurent de 2,1 à 2,8 mm et les femelles de 3,1 à 4,4 mm.

## Étymologie
Cette espèce est nommée en l'honneur de Willis John Gertsch.

## Publication originale
- Chamberlin & Ivie, 1935 : Miscellaneous new American spiders. Bulletin of the University of Utah, vol. 26, no 4, p. 1-79 (texte intégral).